# Virtual Skipper 5: 32nd America's Cup, le jeu
Virtual Skipper 5: 32nd America's Cup, le jeu est un jeu vidéo de simulation de courses de voile développé par Nadeo et édité par Focus Home Interactive, sorti en 2007 sur Windows. Le jeu est sous licence de l'édition 2007 de la Coupe de l'America.
Il y a eu trois principales variantes de VSk5 :
- En avril 2007, 32nd America's Cup est la première variante, évolution significative de VSk4 d'une part, et intégrant d'autre part la décoration des 12 bateaux participant à la compétition en juin 2007, ainsi que le plan d'eau de Valence en Espagne.
- En octobre 2008, est proposé Virtual Skipper 5, sans la licence America's Cup : les 12 bateaux ACC (America's Cup Class) sont toujours présents mais chacun avec une décoration imaginaire (nationale) au lieu de la décoration réaliste des bateaux de la compétition réelle.
- VSK5Online, disponible depuis novembre 2008 : version gratuite de VSk5, 100 % compatible avec la version payante, mais avec quelques limitations, et surtout un temps d'attente croissant pour accéder au lobby de la course en ligne, qui atteint jusqu'à 10 minutes.

Pour permettre aux possesseurs de 32nd America's Cup de jouer en ligne avec les utilisateurs de VSk5 ou VSk5Online, un patch de compatibilité est disponible. Ainsi, même si ce logiciel commence à être très ancien (toujours pas de VSk6 en vue, sans doute faute de marché suffisant pour justifier l'investissement), la communauté de joueurs actuelle rassemble encore plusieurs dizaines de joueurs, à toute heure du jour : joueurs occasionnels utilisant la version gratuite, ou joueurs passionnés ayant acquis une licence, VSk5 ou 32nd America's Cup.[réf. nécessaire]

## Système de jeu
- Simulation 3D de régates à la voile
- Régates de type parcours de bouées, ou côtier (minimum : une ligne de départ, une ligne d'arrivée)
- Jeu en solo ou bien jeu en ligne. En mode solo, possibilité d'activer jusqu'à 8 bateaux adversaires « IA » (Intelligence artificielle)
- Jusqu'à 25 à 30 concurrents par régate en ligne (limite théorique bien plus élevée mais la limite pratique sans problèmes de déconnexions est située vers 30)
- Arbitrage selon les règles de course à la voile 2006, automatique ou semi-automatique. Il peut aussi être contesté par le concurrent pénalisé (décision alors soumise au concurrent ayant provoqué la pénalisation)
- Trois modes de simulation : complète (voiles à régler soi-même, pas d'aide visuelle sur la vue caméra), tactique (réglage des voiles automatique, aide visuelle sur les bouées à contourner) ou bien arcade (aides visuelles supplémentaires)
- Durée d'une course : de quelques minutes à quelques heures. Le temps de pré-départ est ajustable : 1, 3, 5 ou 8 minutes (ou départ immédiat - rarement utilisé)
- 14 plans d'eau réels modélisés : Auckland, l'île de Wight, Malmö, Marseille, Naples, Porto Cervo, Qingdao, Quiberon, Rio de Janeiro, San Francisco, Sydney, Trapani, Valence, Vancouver
- Deux environnements de création de plan d'eau « imaginaire » : « tropical » et « nordique » (sauf VSk5Online)
- Possibilité de créer des parcours de les modifier (sauf VSk5Online)
- Possibilité de modifier la décoration des bateaux
- En plus des quatre modèles de bateaux installés en standard, possibilité d'importer des modèles supplémentaires développés par des tiers.

## Communauté
Dès les premières versions de Virtual Skipper, des communautés de passionnés se sont formées, organisant des championnats, et apportant des éléments d'amélioration du jeu : parcours de régate, skins (décorations des bateaux), et même modèles de bateaux complètement différents des quatre modèles présents en standard. Plusieurs dizaines de sites internet dédiés au jeu ont été créés. Beaucoup ont disparu après quelques années d'existence, et il en reste encore une vingtaine en 2019[réf. nécessaire].

## Accueil
- Gamekult : 7/10[1].
- Jeuxvideo.com : 17/20[2].